# Landscheid
Landscheid (en luxemburguès:  Laaschent; en alemany: Landscheid) és una vila de la comuna de Tandel situada al districte de Diekirch del cantó de Vianden. Està a uns 35 km de distància de la ciutat de Luxemburg.